# NGC 6985-1
NGC 6985-1 is een spiraalvormig sterrenstelsel in het sterrenbeeld Waterman. Het hemelobject werd in 1886 ontdekt door de Amerikaanse astronoom Francis Preserved Leavenworth.

## Synoniemen
- MCG -2-53-1
- VV 546
- IRAS 20422-1117
- PGC 65306